# 中国工农红军第二十五军
中国工农红军第二十五军，简称红二十五军，初隶属中国工农红军红四方面军，后改隶红一方面军红十五军团。

## 历史
鄂豫皖苏区红二十五军1931年10月成立于安徽金寨縣麻埠鎮，军长旷继勋、政治委员王平章，下辖第七十三师：师长刘英、政治委员吴焕先；1932年秋，主力随红四方面军撤离鄂豫皖。随红四方面军入川，长征后为红三十一军，后改编为八路军第129师385旅769团。
1932年11月30日，奉命留守的红二十五军一部湖北省黄安县檀树岗编成新的红二十五军，军长吴焕先、政治委员王平章，下辖第七十四师：师长徐海东、政治委员戴季英；第七十五师：师长周希远、政治委员高敬亭；特务营。共7000余人。鄂豫皖省委书记沈泽民兼军委主席，吴焕先为军委副主席兼红二十五军军政委，徐宝珊为特委书记，参谋长郑位三，还有李隆贵、戴季英等为省委委员。
1933年4月8日，红二十八军编为红二十五军第73师。此时，全军共1.2万余人。军长吴焕先，政治委员戴季英，廖荣坤任副军长（后徐海东），下辖三个师：73师（辖217团、219团），师长廖荣坤、政委王少卿；74师（辖220团、222团），师长徐海东、政委戴季英；75师（辖223团、224团、225团），师长姚家芳、政委高敬亭。
1933年7月，七里坪战役失败后，鉴于减员太大，红二十五军进行了整编、补充，撤销73师番号。改编后，全军辖74师、75师，军长吴焕先、政委戴季英、副军长徐海东，74师（辖220团、221团、222团）师长徐海东、政委周化贤，75师（辖223团、224团、225团）师长姚家芳、政委高敬亭。
1934年4月16日，红二十五军同新红二十八军（军长徐海东、政委郭述申）在河南省商城县豹子岩会合。4月17日，新红二十八军编入红二十五军，徐海东任军长，吴焕先任政治委员，郭述申任政治部主任，辖第74（师长梁从学、政委姚志秀）、第75师（师长丁少卿、政委高敬亭），约3000人。
1934年10月，程子华由鄂豫皖中央交通员石健民领着到达鄂豫皖，传达中央指示要求红二十五军参与长征，以调动国军转移、减轻中央红军长征压力。原鄂豫皖省委书记沈泽民已经牺牲，原特委书记徐宝珊继任省委书记兼军委主席。为了确定红二十五军长征问题，鄂豫皖召开花山寨省常委和军委会议。会议达成以下决议：
1. 红二十五军以抗日先遣第二支队进行长征。留守原红75师师长高敬亭重建红二十八军，坚持斗争。
2. 撤销师级编制，由程子华任红二十五军军长，吴焕先任军政委兼军委副主席，郑位三任参谋长，戴季英任政治部主任，徐海东任副军长。

1934年11月11日，红二十五军在河南省罗山县殷家湾、何家冲进行整编，撤销师一级编制，军直辖四个团（223团、224团、225团、手枪团）：
- 军长程子华
- 政委吴焕先
- 副军长徐海东
- 参谋长戴季英
- 政治部主任郑位三
- 第223团
  - 团长：张忠发（1935年8月牺牲），方炳仁（1935年9月牺牲），彭雄（1943年3月牺牲），张绍东（1938年叛变结局不详）
  - 政委： 赵凌波（1941年皖南事变被俘投敌）
  - 政治处主任：陈先瑞
  - 1营营长： 吴金贵（1935年8月牺牲） 韩先楚（开国上将）
  - 2营营长： 方庆元（1935年1月牺牲）刘震
- 第224团 1935年12月11日，红二十五军在丹凤县蔡川进行整编，撤销224团，军直属三个团。郭述申任军政治部副主任。
  - 团长： 叶光宏（1934年12月牺牲）
  - 政治处主任： 郭述申
  - 3营营长： 夏先国（1934年12月牺牲）
- 第225团
  - 团长：于祠远、李发春（1935年9月牺牲）、张成毅（1935年9月牺牲）、周益华（1935年牺牲）、方炳仁（1935年9月牺牲）、张震东。
  - 政委： 张明先（1935年牺牲）
  - 副团长张震东
  - 1营营长： 方跃南（1935年9月牺牲）
  - 1营营政委： 傅竞志（1935年9月牺牲）
  - 2营营长陈彦启（陈彦宾，1935年9月被俘）
  - 2营营政委： 石国桂（1935年4月牺牲）
  - 3营教导员何远德（1938年被特务暗杀）
- 手枪团 
  - 团长杜本润（1935年被肃反错杀）
  - 政委宋国兴（1935年牺牲），继任李隆贵（1937年失踪）

1934年11月13日（或说17日）开始长征，经过湖北北部、河南西部，击破了国民革命军的前堵后追，于12月到达陕西南部。长征开始后省委书记徐宝珊，郑位三、吴焕先、戴季英、徐海东、程子华为省委常委。12月27日，发生庾家河战斗，红二十五军经激战击退第61师，团以上干部除了吴焕先和张绍东以外全部负伤，程子华双手被重机枪子弹贯穿，徐海东脑部中弹，命悬一线。从此二人基本就退出一线指挥，徐一直被担架抬着长征。徐宝珊病逝后，吴焕先兼任鄂豫皖省委书记，参谋长郑位三和政治部主任戴季英对调职务。开始创建了鄂豫陕根据地，李隆贵任豫陕特委书记，并支持张星江建立鄂豫边根据地，建立红二十九军。吴焕先在鄂豫陕根据地，打败了东北军和西北军庞炳勋部的多次联合围剿，缴获了大批装备。
1935年2月，红二十五军在蓝田县葛牌镇成立鄂豫陕革命根据地葛牌镇区苏维埃政府，主席田银斗，委员张步赢、杨印堂、王景云。区政府隶属五星县苏维埃政府领导，设立在葛牌街全新治厅房。1935年7月，红二十五军主力转入外县作战，葛牌镇区苏维埃政府停止正常工作。
1935年4月，蒋介石为消灭红二十五军和鄂豫陕革命根据地，集中原鄂豫皖边区的东北军六个师和陕军一部，共30多个团的兵力，由杨虎城统一指挥，向鄂豫陕革命根据地发动了第二次“围剿”，要在5、6、7三个月内，把红二十五军全部消灭。1935年4月中旬，红二十五军再次转战到蓝田县葛牌镇，召开了省委扩大会议，史称“葛牌镇扩大会议”。会议总结了红二十五军入陕以来4个月的工作，发动了两条战线的斗争，特别是打击入川的动摇的右倾机会主义及调和派，指出敌人在第一次进攻失败后的新的进攻的布置，定出准备粉碎敌人二次进攻的准备工作，为开创新苏区而斗争的重要人物，改选了中共鄂豫陕省委，为根据地建设奠定了坚实的组织基础：
- 省委书记：徐宝珊，吴焕先（1935年5月9日代理）
- 省委副书记：吴焕先
- 省委常委：李隆贵、赵凌波、张明先（红25军223团政委，后任红十五军团78师政委）、田守堯
- 省委委员：戴季英、陈先瑞、张希才、郑位三（增补）、郭述申（增补）

面对十倍于我的敌人，红二十五军采用“先疲后打”的战术。首先袭击了荆紫关，歼敌一个多连，活捉敌第44师的军需处长，并缴获了大批军用物资。7月某日，在山阳县小河口赤区中心的袁家沟口诱伏全歼唐嗣桐的陕西警备第一旅，毙第一团团长王俊300余人，俘纵队司令兼旅长唐嗣桐、第二团团长毋含章以下1400余人，缴获轻机枪28挺、重机枪12挺，长短枪1600余支，子弹炸弹甚多，全部15瓦无线电台一部，己方伤亡百十人。
1935年7月15日在陕南丰峪口。原中共鄂豫皖省委交通员石健民从上海经西安到达红二十五军军部驻地，送来中共中央4月17日发出的指示和四份文件，带来了红一方面军和红四方面军会师的确切消息，还带来了“甲乙两组密码呼号”。当晚鄂豫陕省委在丰峪口正在召开紧急会议，会议分析了形势，根据中央红军的动向，果断决定：省委率领红二十五军“到陕甘苏区会合红二十六军，首先争取块甘苏区的巩固"，"直接有力的配合红军主力，创立新的伟大红军与准备直接同帝国主义作战的阵地"。会议同时决定，将鄂陕、豫陕两个特委合并为鄂豫陕特委，统一领导留在鄂豫陕根据地的武装力量，继续坚持鄂豫快根据地的斗争。会议结束后，吴焕先给中央写了开辟鄂豫陕革命根据地的《中共鄂豫陕省委代理书记吴焕先关于红二十五军的行动、个别策略及省委工作情况向中央的报告》，7月17日由中央交通员石健民送到上海，后报告由鲁迅先生辗转送到中央，才得以留存至今。随后为配合红军主力北上，1935年7月红二十五军主力4000人（不含留在根据地的300人）离开陕南。8月21日，吴焕先牺牲于泾川县四坡村。1935年9月7日，红二十五军到达甘肃合水县豹子川（今属华池县）。鄂豫陕省委在此召开会议，决定由程子华接任省委代理书记兼红二十五军政委，徐海东任军长。9月9日，红二十五军到达西北根据地赤安县（今志丹县）永宁山。9月15日红二十五军到达延川县永坪镇，成为红军长征中先期到达陕北的第一支队伍，胜利完成长征。与陕北的红二十六军和红二十七军合编为红十五军团；10月同到达陕北的红一方面军会合，11月3日编入红一方面军建制。
1935年7月红二十五军的主力离开陕南。郑位三和李隆贵等人带着一批党员留了下来，配合陈先瑞在陕南当地组建游击队，最初有300人，后发展扩编为一个师，即红74师，大约有700人，陈先瑞担任师长，李隆贵担任师政委。鄂陕、豫陕两个特委于1935年9月9日在陕西商南县梁家坟村召开会议，决定成立鄂豫陕特委，选举郑位三为特委书记，常委和委员有陈先端、李隆贵、方升普、曾焜、李书全、袁崇全、张波、郑连顺等九人。鄂豫陕省委书记郑位三负责鄂豫陕地区的党务工作，陈先瑞负责军事指挥，李隆贵负责政治工作。红74师机动灵活的战术转战20多个县，粉碎了第四十军等部的屡次围剿，前后歼敌2000多人。
1937年初，红十五军团南下陕南和红74师会师。根据中央指示，停止内战，一致对外，红74师对外称为抗日南路军，并且成立陕南军委会，郑位三担任主席，中央派来担任东北军工作的李涛担任副主席。红74师政委李隆贵和副师长方升普等人调延安入抗大学习。抗战爆发前，红74师已经发展到2100人。1937年6月，郑位三到延安，李隆贵则回到驻扎在长安县的红74师。抗战爆发后，红74师被改编为八路军第115师留守处。后来改为陕甘宁边区的一个警备团。1944年陈先瑞这个个团开辟河南，后编入中原军区。